# 清田祐三
清田 祐三（きよた ゆうぞう、1983年10月6日 - ）は、日本の元プロボクサー。北海道釧路市出身。第15代・第16代OPBF東洋太平洋スーパーミドル級王者。フラッシュ赤羽ボクシングジム所属。釧路緑ヶ岡高等学校（現・武修館高校）卒業。

## 来歴
小中学校ではサッカー（ゴールキーパー）をしており高校も推薦入学したが、高校2年時に『ガチンコ!』の影響からフラッシュ熊坂ジムでアマチュアボクシングを習い始める。同ジム（後にフラッシュくしろボクシングジム）の熊坂直希会長がフラッシュ赤羽ボクシングジムにプロボクシング現役時代に所属していた縁もあり、勧めを受け上京。

### ミドル級
2002年11月21日、プロデビュー戦をミドル級で行い3回TKO勝利で飾る。
2003年12月21日、全日本ミドル級新人王決定戦に東日本新人王として出場し、江口啓二に3-0（58-57、58-57、58-57）の判定勝ちを収め、新人王となる。
2005年7月7日、その後4連勝で日本3位までランクを上げたが、氏家福太郎に0-2（75-78、76-78、77-77）の判定負けで初黒星を喫した。
2006年3月7日、連勝ストップ後の復帰戦で保住直孝と対戦し、1-1（78-76、77-77、75-77）の判定引分に終わる。
2006年12月7日、鈴木典史に3度ダウンを奪われ、0-3（73-77、74-76、74-76）の判定負けで2敗目を喫した。

### スーパーミドル級
2008年4月26日、OPBF東洋太平洋スーパーミドル級王者ウェイン・パーカー・ジュニア（オーストラリア）の怪我による長期療養のため行われた、OPBF東洋太平洋スーパーミドル級暫定王座決定戦に1階級上げ出場。ズルフィカル・ジョイ・アリ（フィジー）との対戦となったが、アリが6回で左拳を故障し7回終了後に棄権し、7回RTDで暫定タイトルを奪取した。フラッシュ赤羽ジム初の王者となった。
2008年10月13日、正規王者ウェイン・パーカー・ジュニアとの統一戦を行う。右拳の骨折などで1年のブランクのあったウェインを攻め立て、2回TKOでこれを下し王座統一に成功（記録上は初防衛）。
2009年4月13日、OPBF同級10位の李在明（韓国）を迎え、初回はぐらつく場面があったが、2回には右からの連打で圧倒し、この回2分49秒TKO勝利を収めて暫定王座から通算2度目の防衛に成功した。同年10月12日、10位のヤント・シマモラ（インドネシア）に3回TKO勝利で3度目の防衛を果たし、翌2010年3月16日には7位のレス・パイパー（オーストラリア）と対戦し、2回にダウンを奪い、8回TKO勝利で4度目の防衛に成功した。
2010年10月11日、ジェームソン・ボスティックと空位のOPBF東洋太平洋ライトヘビー級王座を懸けて対戦するが、1回TKO負けで2階級制覇はならなかった。
2011年4月11日、指名挑戦者ジョセフ・クワンジョヤ（オーストラリア）と対戦予定だったが、相手側が原発の被害に遭うのを恐れたため試合が実現しなかった。代役に元インドネシア・ミドル級王者のヤシール・シアジアンと対戦し、5回KO勝利で退け再起に成功した。
2011年10月14日、後楽園ホールでラフマン・アンボダル（インドネシア）とノンタイトル10回戦を行い3度のダウンを奪う圧勝で2回KOで退け2戦連続KO勝利を記録した。
2012年3月22日、松本晋太郎を相手にOPBF東洋太平洋スーパーミドル級王座の5度目の防衛戦を行い、7回TKOで5度目の防衛成功。
2012年10月6日、OPBF東洋太平洋スーパーミドル級2位の三浦広光と対戦し、6回2分0秒TKO勝ちを収め6度目の防衛に成功した。
2013年3月21日、OPBF東洋太平洋スーパーミドル級9位のアーネル・ティナンパイ（フィリピン）を相手に7度目の防衛を目指す。が清田の体調不良により試合延期と思われたが、結局試合自体が中止となった。

#### WBO世界王座挑戦
2013年7月13日、ドレスデンのエネルギー・フェアブント・アレーナでロベルト・ステイグリッツの持つWBO世界スーパーミドル級王座にWBO世界スーパーミドル級10位として挑戦し、0-3（89-100、90-99、90-99）の10回負傷判定負けを喫し王座獲得に失敗した。同年4月1日にJBCがそれまで非公認であったIBFとWBOの世界戦を認可して以来、日本人初のWBO王座挑戦で、日本の選手がスーパーミドル級で世界王座に挑戦するのは田島吉秋、西澤ヨシノリに続いて3人目だったのだが、日本人初のWBO王座の獲得とスーパーミドル級での世界王座戴冠に失敗した。結果は後に左目のカットがヒッティングによるものと判明したため、10回TKO負けと変更された。
2013年12月10日、後楽園ホールでOPBF東洋太平洋スーパーミドル級10位の松本晋太郎とOPBF東洋太平洋スーパーミドル級王座決定戦を行い、4回37秒TKO勝ちを収めOPBF王座に返り咲いた。
2014年7月11日、当初はOPBF王座の防衛戦の予定だったが対戦相手の都合がつかずノンタイトル戦に変更してヒーロー・カティリ（インドネシア）と77kg契約10回戦を行い、カティリ陣営の9回終了時棄権によりノンタイトル戦を制した。
2014年12月9日、後楽園ホールでOPBF東洋太平洋スーパーミドル級10位のアブハイ・チャンド（フィジー）と対戦し、5回1分25秒KO勝ちを収めOPBF王座の初防衛に成功した。
2015年3月14日、WBOは最新ランキングを発表し、清田はWBO世界スーパーミドル級14位にランクインした。
2015年7月7日、後楽園ホールでOPBF東洋太平洋スーパーミドル級9位のカジョンサック・シットサイトーン（タイ）と対戦し、10回52秒TKO勝ちを収めOPBF王座の2度目の防衛に成功した。
2015年12月3日、IBFは最新ランキングを発表し、清田をIBF世界スーパーミドル級13位にランクインした。
2015年12月11日、後楽園ホールで行われた「オーバーヒートボクサーズナイトvol.75」でOPBF東洋太平洋スーパーミドル級6位のマイケル・スピード・シガラキ（インドネシア）と対戦し、5回1分44秒TKO勝ちを収めOPBF王座の3度目の防衛に成功した。
2016年4月12日、後楽園ホールでOPBF東洋太平洋スーパーミドル級3位の松本晋太郎と対戦し、9回1分1秒、0-3（85-86、84-88、85-87）の負傷判定負けを喫しOPBF王座の4度目の防衛に失敗、王座から陥落した。

## 戦績
- プロボクシング：35戦29勝 (27KO) 5敗1分

| 戦           | 日付           | 勝敗 | 時間     | 内容           | 対戦相手                           | 国籍                  | 備考                                               |
| ------------ | -------------- | ---- | -------- | -------------- | ---------------------------------- | --------------------- | -------------------------------------------------- |
| 1            | 2002年11月21日 | 勝利 | 3R 2:19  | TKO            | 島田健志                           | 日本 （CQ渡辺）       | プロデビュー戦                                     |
| 2            | 2003年3月14日  | 勝利 | 3R 1:40  | KO             | 山下直紀                           | 日本 （宮田）         |                                                    |
| 3            | 2003年6月23日  | 勝利 | 1R 0:35  | KO             | 飯田智博                           | 日本 （協栄札幌赤坂） |                                                    |
| 4            | 2003年9月26日  | 勝利 | 1R 1:59  | KO             | 奈良好晃                           | 日本 （角海老宝石）   | 第60回東日本ミドル級新人王 準決勝                  |
| 5            | 2003年11月2日  | 勝利 | 2R 2:18  | KO             | 木村文人                           | 日本 （新日本木村）   | 第60回東日本ミドル級新人王・獲得                   |
| 6            | 2003年12月21日 | 勝利 | 6R       | 判定 (3-0)     | 江口啓二                           | 日本 （ 姫路木下）    | 第50回全日本ミドル級新人王・獲得                   |
| 7            | 2004年3月9日   | 勝利 | 8R       | 判定 (3-0)     | 小松学                             | 日本 （ワタナベ）     |                                                    |
| 8            | 2004年7月13日  | 勝利 | 3R 2:24  | TKO            | 真木和雄                           | 日本 （倉敷守安）     |                                                    |
| 9            | 2004年11月9日  | 勝利 | 4R 2:37  | KO             | 鮎沢雅夫                           | 日本 （新日本ｶｽｶﾞ）   |                                                    |
| 10           | 2005年3月25日  | 勝利 | 4R 2:24  | TKO            | スットタノン・シッティチャイ       | タイ                  |                                                    |
| 11           | 2005年7月7日   | 敗北 | 8R       | 判定 (0-2)     | 氏家福太郎                         | 日本 （新日本木村）   |                                                    |
| 12           | 2006年3月7日   | 引分 | 8R       | 判定 (1-0)     | 保住直孝                           | 日本 （ヨネクラ）     |                                                    |
| 13           | 2006年7月18日  | 勝利 | 3R 2:16  | KO             | ルクトン・トーピアンロムポン       | タイ                  |                                                    |
| 14           | 2006年9月27日  | 勝利 | 7R 1:29  | TKO            | 巖正植                             | 韓国                  |                                                    |
| 15           | 2006年12月7日  | 敗北 | 8R       | 判定 (0-3)     | 鈴木典史                           | 日本 （P堀口）        |                                                    |
| 16           | 2007年9月2日   | 勝利 | 2R 2:18  | KO             | チャクチャナ・スーンギラノーイナイ | タイ                  |                                                    |
| 17           | 2007年12月21日 | 勝利 | 2R 2:18  | KO             | 森広和義                           | 日本 （広島三栄）     |                                                    |
| 18           | 2008年4月26日  | 勝利 | 7R 終了  | TKO            | ズルフィカル・ジョイ・アリ         | フィジー              | OPBF東洋太平洋スーパーミドル級暫定王座決定戦       |
| 19           | 2008年10月13日 | 勝利 | 2R 1:37  | TKO            | ウェイン・パーカー・ジュニア       | オーストラリア        | OPBF東洋太平洋スーパーミドル級王座統一戦 OPBF防衛1 |
| 20           | 2009年4月13日  | 勝利 | 2R 2:49  | TKO            | 李在明                             | 韓国                  | OPBF防衛2                                          |
| 21           | 2009年10月12日 | 勝利 | 3R 2:52  | TKO            | リアント・シマモラ                 | インドネシア          | OPBF防衛3                                          |
| 22           | 2010年3月16日  | 勝利 | 8R 2:11  | TKO            | レス・パイパー                     | オーストラリア        | OPBF防衛4                                          |
| 23           | 2010年10月11日 | 敗北 | 1R 2:08  | TKO            | ジェームソン・ボスティック         | ニュージーランド      | OPBF東洋太平洋ライトヘビー級王座決定戦             |
| 24           | 2011年4月11日  | 勝利 | 5R 1:47  | KO             | ヤシール・シアジアン               | インドネシア          |                                                    |
| 25           | 2011年10月14日 | 勝利 | 2R 2:25  | KO             | ラフマン・アンボダル               | インドネシア          |                                                    |
| 26           | 2012年3月22日  | 勝利 | 7R 終了  | TKO            | 松本晋太郎                         | 日本 （ヨネクラ）     | OPBF防衛5                                          |
| 27           | 2012年10月6日  | 勝利 | 6R 2:00  | TKO            | 三浦広光                           | 日本 （帝拳）         | OPBF防衛6                                          |
| 28           | 2013年7月13日  | 敗北 | 10R 0:40 | TKO            | ロベルト・ステイグリッツ           | ドイツ                | WBO世界スーパーミドル級タイトルマッチ              |
| 29           | 2013年12月10日 | 勝利 | 4R 0:37  | TKO            | 松本晋太郎                         | 日本 （ヨネクラ）     | OPBF東洋太平洋スーパーミドル級王座決定戦           |
| 30           | 2014年4月5日   | 勝利 | 5R 1:35  | TKO            | ビクトル・マヌエル・パラシオス     | メキシコ              |                                                    |
| 31           | 2014年7月11日  | 勝利 | 4R 終了  | TKO            | ヒーロー・カティリ                 | インドネシア          |                                                    |
| 32           | 2014年12月9日  | 勝利 | 5R 1:25  | KO             | アブハイ・チャンド                 | フィジー              | OPBF防衛1                                          |
| 33           | 2015年7月7日   | 勝利 | 10R 0:52 | TKO            | カジョンサック・シッサイトーン     | タイ                  | OPBF防衛2                                          |
| 34           | 2015年12月11日 | 勝利 | 5R 1:11  | TKO            | マイケル・スピード・シガラキ       | インドネシア          | OPBF防衛3                                          |
| 35           | 2016年4月12日  | 敗北 | 9R 1:01  | 負傷判定 (0-3) | 松本晋太郎                         | 日本 （ヨネクラ）     | OPBF王座陥落                                       |
| テンプレート |                |      |          |                |                                    |                       |                                                    |

## 獲得タイトル
- 第60回東日本ミドル級新人王
- 第50回全日本ミドル級新人王
- OPBF東洋太平洋スーパーミドル級暫定王座（防衛1→正規王座に認定）
- 第15代OPBF東洋太平洋スーパーミドル級王座（防衛5→返上）
- 第16代OPBF東洋太平洋スーパーミドル級王座（防衛3）

## 関連書籍
- 千代泰之監修 『一拳一会 II だからボクシングは面白い』（執筆者 海田イサヲ）エベイユ、2009年3月19日 ISBN 978-4-434-13063-2